# Bohunický park
Bohunický park je chráněný areál v katastrálním území obce Bohunice v okrese Levice v Nitranském kraji na Slovensku. Území bylo vyhlášeno v roce 1984 a jeho rozloha je 3,6 hektaru. Předmětem ochrany je obecní park s velkou biologickou, vědeckou, estetickou a kulturní hodnotou v jinak odlesněné zemědělské krajině.